# Безводное (Херсонская область)
Безво́дное (укр. Безводне) — село в Великоалександровской поселковой общине Бериславского района Херсонской области Украины.
Почтовый индекс — 74154. Телефонный код — 5532. Код КОАТУУ — 6520981502.

## Население
Население по переписи 2001 года составляло 154 человека.

### Языковой состав
Родной язык населения по данным переписи 2001 года:
| Язык       | Численность, чел. | Доля     |
| ---------- | ----------------- | -------- |
| Украинский | 146               | 94,80 %  |
| Русский    | 5                 | 3,25 %   |
| Молдавский | 2                 | 1,30 %   |
| Другое     | 1                 | 0,65 %   |
| Итого      | 154               | 100,00 % |

## Местный совет
74121, Херсонская обл., Великоалександровский р-н, с. Брускинское, ул. Первомайская, 7.